# Senda Mukti
Senda Mukti is een bestuurslaag in het regentschap Banyuasin van de provincie Zuid-Sumatra, Indonesië. Senda Mukti telt 1021 inwoners (volkstelling 2010).